# Gävle
Gävle és la capital del comtat de Gästrikland (Suècia). 60°N 17°E.
S'ha fet famosa per produir el famós cafè Gevalia, per les cabres de Nadal gegants i per l'equip d'hoquei sobre gel, el Brynäs IF.

## Geografia
Té una superfície de 1.485,1 km², i una població (en 2005) de 92.081 hab.
Gävle està situat al nord de la desembocadura dels rius Dalälven i Gävlean; és la ciutat més meridional de la regió del Norrland. Gävle està a ran del Mar Bàltic, limita al nord amb el municipi de Söderhamn, a l'est amb el mar, al sud-est amb el municipi d'Älvkarleby, al sud amb el comtat de Västmanland, a l'oest amb el municipi de Sandviken i al nord-oest amb el municipi d'Ockelbo.
Gävle té un clima similar al centre del país, amb una mitjana de -5 °C per gener i de 17 °C per juliol. Plou una mitjana de 600 mm.

## Educació
Gävle també és famosa per la seva universitat que alberga uns 12.500 alumnes. Imparteixen les carreres d'Administració, Educació, Psicologia, Ciències de la Salut, Humanitats, Ciències Socials i Naturals, Matemàtiques, Informàtica, Tecnologia i Ciències Mediambientals. També és coneguda per ser una de les institucions que més intercanvi d'estudiants estrangers realitzen a l'any.

## Història
El rei suec, Cristòfol de Wittelsbach, comte de Baviera, va atorgar a Gävle el títol de ciutat en 1446.
Donat la desembocadures de dos rius, es construí un gran port, sobretot perquè cada vegada més, els comerciants suecs s'instal·laven en la ciutat i feien d'aquest lloc, una de les bases de comerç més importants del país. En 1869, un incendi destruí els edificis del port, anomenats Skeppsbron, situats al nord del riu Gävlean; tan sols l'ajuntament de 1790 i l'església barroca de Heliga Trefaldighets, construïda el 1654, se salvaren.
Al sud del riu Gävlean, es troba el Castell Gävle o Gävle Slott, una fortificació patrimoni de la Casa Reial de Suècia del segle xvi. L'antiga ciutat de Gävle, coneguda com la Gammla Gefle, té unes precioses cases de fusta del segle xviii.
L'antiga illa de Limön s'ha tornat el punt de trobada més important durant els estius, plenes de les típiques cases de pescadors, de color vermell i blanc, i que se popularitzà entre l'alta societat al llarg del segle xix.

## Patrimoni i cultura
D'ençà del 1966, l'Associació de comerciants conjuntament amb l'Ajuntament construeixen cada any una Julbock  o cabra de Yule gegant, la Cabra de Gävle, a la plaça del castell. Aquesta estructura de palla i fusta està pensada per romandre al seu lloc des del primer diumenge d'Advent fins a principis de gener, però sovint ha estat objecte de reiterats atacs incendiaris durant el mes de desembre. La cabra de Gävle apareix al llibre dels rècords Guinness com la cabra de palla més gran del món.

## Turisme
Gävle és una preciosa ciutat sueca que se recomana visitar els següents llocs:
- El centre històric i l'ajuntament.
- El castell Gävle.
- Els jardins Joe Hill.
- El port de Gävle.
- Església de Heliga Trefaldighets.
- El Fängelse Museet (Un petit museu on mostren les cel·les d'una presó del segle xvii i on hi ha una exposició sobre la vida de la presó de llavors)
- El Furuviksparken- (En aquest parc a 10 km a l'est del centre de Gävle, s'uneixen moltes famílies per veure animals i per nadar dins les seves instal·lacions.)
- El Museu Läns- Gävleborg (Conté una àmplia col·lecció sobre la història del comtat).
- El Sverige Järnvägs Museum (Museu que conté una magnífica selecció de velles locomotores i vagons de trens de vies estreta)
- La cabra de Gävle o Gävlebocken (és la versió gegant de la tradicional cabra de Yule nadalenca, de palla, erigida a l'Slottstorget (plaça del Castell) durant les vacances nadalenques).

## Personatges il·lustres
- Erik Acharius (1757-1819), botànic pioner en la taxonomia dels líquens.
- Carl Johann Hartman (1790-1849), metge i botànic.
- Carl Leopold Sjöberg (1861-1900), compositor, pintor i metge.
- Joe Hill (1879-1915), músic i sindalista del sindicat estatunidenc Industrial Workers of the World.
- Ewald Dahlskog (1894-1950), pintor, escultor i ceramista especialista en la intàrsia.
- Edvard Westman (1895-1917), pintor.
- Bengt Westerlund (1921-2008), astrònom especialitzat en astronomia observacional.
- Bo Linde (1933-1970), compositor.
- Leif Holmqvist (1942-), porter d'hoquei sobre gel.
- Sivi Aberg (1944-), actriu.
- Peter Widman (1949-), artista.
- Rolf Lassgård (1955-), actor.
- Thomas diLeva (1963-), músic.
- Ardalan Shekarabi (1978-), jurista i polític menbre del Partit Socialdemòcrata de Suècia.
- Alexandra Dahlström (1982-), actriu.
- Jakob Silfverberg (1990-), jugador d'hoquei sobre gel.
- Grizzly Twister, grup de Hardcore.
- The Sound of Arrows, grup de música electrònica.

## Personatges relacionats
- Daniel Westling (1973-), Empresari i marit de la princesa Victòria de Suècia.
- Regina Lund (1967-), actriu.

## Ciutats agermanades
Gävle està agermanada amb les següents ciutats:
- Jūrmala, Letònia[2]
- Galva, Estats Units d'Amèrica
- Næstved, Dinamarca
- Rauma, Finlàndia
- Gjøvik, Noruega